# و به زودی تاریکی
و به زودی تاریکی (انگلیسی: And Soon the Darkness) یک فیلم در ژانر ترسناک است که در سال ۲۰۱۰ منتشر شد. از بازیگران آن می‌توان به امبر هرد، اودت انابل، کارل اربن، آدریانا بارازا، و گیا مانتگنا اشاره کرد.